# Saint-Hilaire-les-Courbes
Saint-Hilaire-les-Courbes è un comune francese di 170 abitanti situato nel dipartimento della Corrèze nella regione della Nuova Aquitania.

## Società

### Evoluzione demografica
Abitanti censiti